# 井上益基也
井上益基也（いのうえ みきや、1986年5月9日 - ）は、日本の元ラグビー選手。

## プロフィール
- 京都府出身[1]。
- ポジションはスクラムハーフ(SH)。
- 身長 173cm、体重 73kg

## 略歴
2005年、伏見工業高校在学中に2004年高校日本代表ニュージーランド遠征メンバーに選ばれ、同年に伏見工業高校卒業後、明治大学に入る。なお伏見工業高校時代、2度花園に出場経験がある。
2008年、明治大学ラグビー部の副将に就任し、2010年、明治大学卒業後、釜石シーウェイブスに加入。同年9月12日に行われたトップイーストリーグ第１節のセコムラガッツ戦で途中出場ながら公式戦初出場を果たした。
2014年、チームのBK（バックス）リーダーに就任し、同年度のほとんどの試合に出場してチームのトップチャレンジ出場とトップリーグ入れ替え戦出場に貢献した。
2015年、チームの副将（バイスキャプテン）に就任した。
2019年、現役を引退した。